# Ethiopian Coffee
Ethiopian Coffee is een Ethiopische voetbalclub uit de hoofdstad Addis Abeba. De club wordt ook wel Ethiopian Bunna genoemd.

## Erelijst
- Landskampioen
  - 1997, 2011
- Beker van Ethiopië
  - Winnaar: 1998, 2000, 2003
  - Finalist: 2004